# Frida Farrell

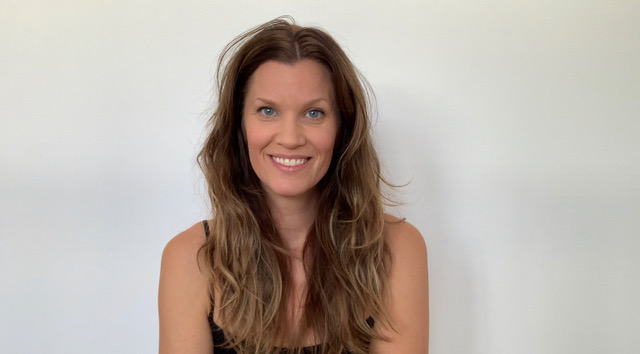
Frida Farrell, 2022

Frida Farrell (* 27. Dezember 1979 in Schweden) ist eine schwedische Theater- und Filmschauspielerin, Filmproduzentin und ein ehemaliges Model.

## Leben
Farrell wuchs als älteste von drei Geschwistern im südschwedischen Malmö auf. Als sie sechs Jahre alt war, nahm ihre Großmutter sie mit ins Theater, worauf ihr Interesse für das Schauspiel geweckt wurde. Daraufhin meldete ihre Mutter sie in eine Theatergruppe an. Sie tanzte neun Jahre lang Ballett, ehe sie wegen einer gebrochenen Kniescheibe, die sie beim Schlittschuhlaufen im Alter von 12 Jahren erlitten hatte, aufhören musste. Im Alter von 16 Jahren begann sie mit einer Modelkarriere, die sie über Paris bis nach New York City führte. Sechs Jahre später beendete sie ihre Modellaufbahn, um die ersten Schritte als Schauspielerin zu gehen. Sie besuchte in London die Central School of Speech and Drama. Erste berufliche Auftritte hatte sie dann als Theaterschauspielerin. Seit dem 18. Februar 2006 ist sie mit Chris Farrell verheiratet.
Sie debütierte 1995 im schwedischen Film Schön ist die Jugendzeit in einer Nebenrolle. Knapp zehn Jahre später folgten die Kurzfilme Goodbye und Remote. Nach Nebenrollen in verschiedenen Filmproduktionen spielte sie 2008 im Fernsehfilm Marcus – Der Gladiator von Rom die weibliche Hauptrolle. Im Folgejahr übernahm sie eine Episodenrolle in Bones – Die Knochenjägerin. In den nächsten Jahren folgten Charakterrollen in Kurzfilmen, für deren Produktion sie teilweise verantwortlich war.

## Filmografie

### Schauspiel
- 1995: Schön ist die Jugendzeit (Lust och fägring stor)
- 2004: Goodbye (Kurzfilm)
- 2004: Remote (Kurzfilm)
- 2005: Tan Lines
- 2005: Personal Justice (Kurzfilm)
- 2005: Afterman 2
- 2006: Venus Drowning
- 2007: Killer Weekend
- 2007: Messages
- 2007: Lost Colony (Fernsehfilm)
- 2008: Contract Killers
- 2008: Stiletto
- 2008: Marcus – Der Gladiator von Rom (Cyclops) (Fernsehfilm)
- 2009: Bones – Die Knochenjägerin (Fernsehserie, Episode 4x20)
- 2009: Chrome Angels
- 2010: The Appointment (Kurzfilm)
- 2010: Penniless (Kurzfilm)
- 2010: Effective (Kurzfilm)
- 2011: Behind Your Eyes
- 2011: Terms of Employment (Kurzfilm)
- 2015: A-ha: Under the Makeup (Kurzfilm)
- 2016: Apartment 407
- 2018: Dirty Dealing 3D
- 2021: Eagles (Fernsehserie, Episode 3x05)

### Produktion
- 2010: The Appointment (Kurzfilm)
- 2010: Penniless (Kurzfilm)
- 2011: Terms of Employment (Kurzfilm)
- 2014: Another You (Kurzfilm)
- 2016: Apartment 407